# Korça
Korça (albanisch auch Korçë; griechisch Κορυτσά Korytsá; mazedonisch Горица Gorica; aromunisch Curceaua; türkisch Görice) ist eine Stadt im Südosten Albaniens mit 43.000 Einwohnern (2023). Sie ist die neuntgrößte Stadt im Land und Sitz des gleichnamigen Qarks.
Korça gilt als Geburtsort der albanischen Literatur und wird oft als „Wiege der albanischen Kultur“ bezeichnet. Die Stadtarchitektur mit ihren osmanischen und französischen Einflüssen, den breiten, von Bäumen gesäumten Boulevards und den üppigen Parkanlagen sowie den Stadtmärkten, Monumenten, Moscheen und Kirchen (byzantinische bis osmanische Zeit) macht Korça zu den kulturell wichtigsten Städten in Albanien.

## Geographie
Korça liegt in einer fruchtbaren Hochebene, die nach der Stadt selber benannt ist, auf 850 bis 930 m Höhe. Das Stadtzentrum bei der orthodoxen Kathedrale befindet sich auf 875 m. Die rund 4,5 Quadratkilometer große Stadt liegt am Fuße des Morava-Gebirges, das sich bis knapp auf 1800 m Höhe erhebt. In allen anderen Himmelsrichtungen befinden sich fruchtbare Landflächen, die landwirtschaftlich genutzt werden.

### Klima
Korça liegt in der mediterranen Klimazone mit deutlich kontinentalem Einfluss. Im Sommer ist es mit maximal 26 °C angenehm warm, die Winter sind hingegen mit durchschnittlich −3 °C bis +4 °C im Januar recht kalt.

### Bevölkerung Stadt
2011 zählte Korça etwa 51.000 Einwohner. Zwölf Jahre später war die Bevölkerung um 15 % zurückgegangen.
Während die ländliche Umgebung Korças mehrheitlich von sunnitischen Muslimen und Bektaschis bewohnt wird, sind in der Stadt selbst die orthodoxen Christen stark vertreten. Noch Mitte des 19. Jahrhunderts waren von 10.000 Einwohnern rund 90 % Christen. Auch 1918 besaß Korça den höchsten Anteil orthodoxer Bevölkerung aller albanischen Städte: 17.779 orthodoxe Albaner und 5.464 Muslime wurden gezählt. Korça ist Sitz eines orthodoxen Bischofs. Die 1992–1995 erbaute Kathedrale ist der Auferstehung Christi (alb. Ringjallja e Krishtit) geweiht. Sie gilt als das größte Gotteshaus Albaniens.
Neben Albanern gehören als Minderheiten Mazedonier, Aromunen und Roma zu den Einwohnern. Aromunen gehörten zu den ältesten Siedlern in der Stadt. Viele sind auch Ende des 18. Jahrhunderts aus dem etwa 20 Kilometer westlich gelegenen Bergort Voskopoja (aromunisch Moscopole) zugezogen.

### Gemeinde
Im Sommer 2015 wurde Korça mit den sieben Gemeinden im Süden und Westen des Kreises Korça zusammengelegt. Seither gehören auch Berggebiete im Westen und im Süden der Ebene von Korça zur Stadt. Die ehemaligen Gemeinden bilden seither Njësitë administrative (Verwaltungseinheiten) der Bashkia Korça.
Die Gemeinde hat 60.754 Einwohner (Volkszählung 2023). Seit der Volkszählung 2011 (75.994 Einwohner) hat das Gebiet somit 20 % seiner Bevölkerung verloren. In einzelnen abgeschiedenen Bergregionen betrug der Rückgang sogar fast 50 %. 
| Name         | Einwohner 2023 | Einwohner 2011 | Gemeindeart |
| ------------ | -------------- | -------------- | ----------- |
| Korça        | 43.354         | 51.152         | Bashkia     |
| Drenova      | 4.501          | 5.581          | Komuna      |
| Lekas        | 201            | 392            | Komuna      |
| Mollaj       | 2.615          | 3.438          | Komuna      |
| Qendër Korça | 6.475          | 9.022          | Komuna      |
| Vithkuq      | 918            | 1.519          | Komuna      |
| Voskop       | 2.279          | 3.832          | Komuna      |
| Voskopoja    | 511            | 1.058          | Komuna      |

## Geschichte
Die Gegend um die heutige Stadt gehört zu den frühen Siedlungszentren Südosteuropas, in denen seit der Bronzezeit Kupfer abgebaut wurde. An mehreren Stellen im Umkreis wurden eisenzeitliche Hügelgräber und Befestigungsmauern der Illyrer ausgegraben.

### Mittelalter
Die Stadt selbst ist eine relativ junge Gründung. Um 1280 wurde erstmals eine Siedlung erwähnt, etwa zur selben Zeit wie auch das benachbarte Voskopoja. Zu Zeiten des Sultans Murad I. (1359–1389) drangen die osmanischen Truppen erstmals in das Gebiet um Korça vor. 1440 soll die ursprüngliche Siedlung von den Osmanen zerstört worden sein.

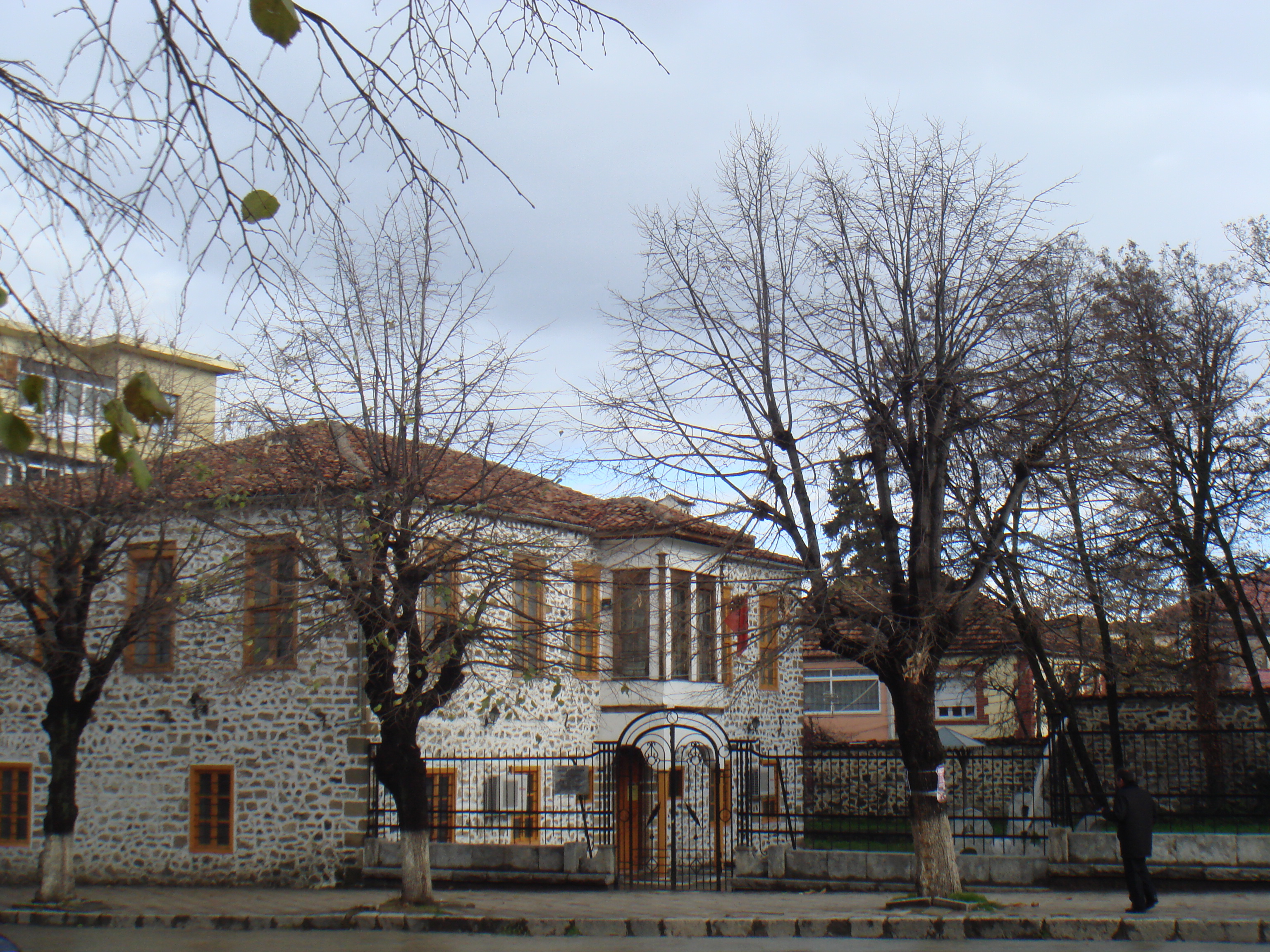
Die 1887 eröffnete Mësonjëtorja war die erste albanische Schule, in der muslimische und christliche Knaben gemeinsam unterrichtet wurden. Heute ist darin das Museum für Erziehung untergebracht.

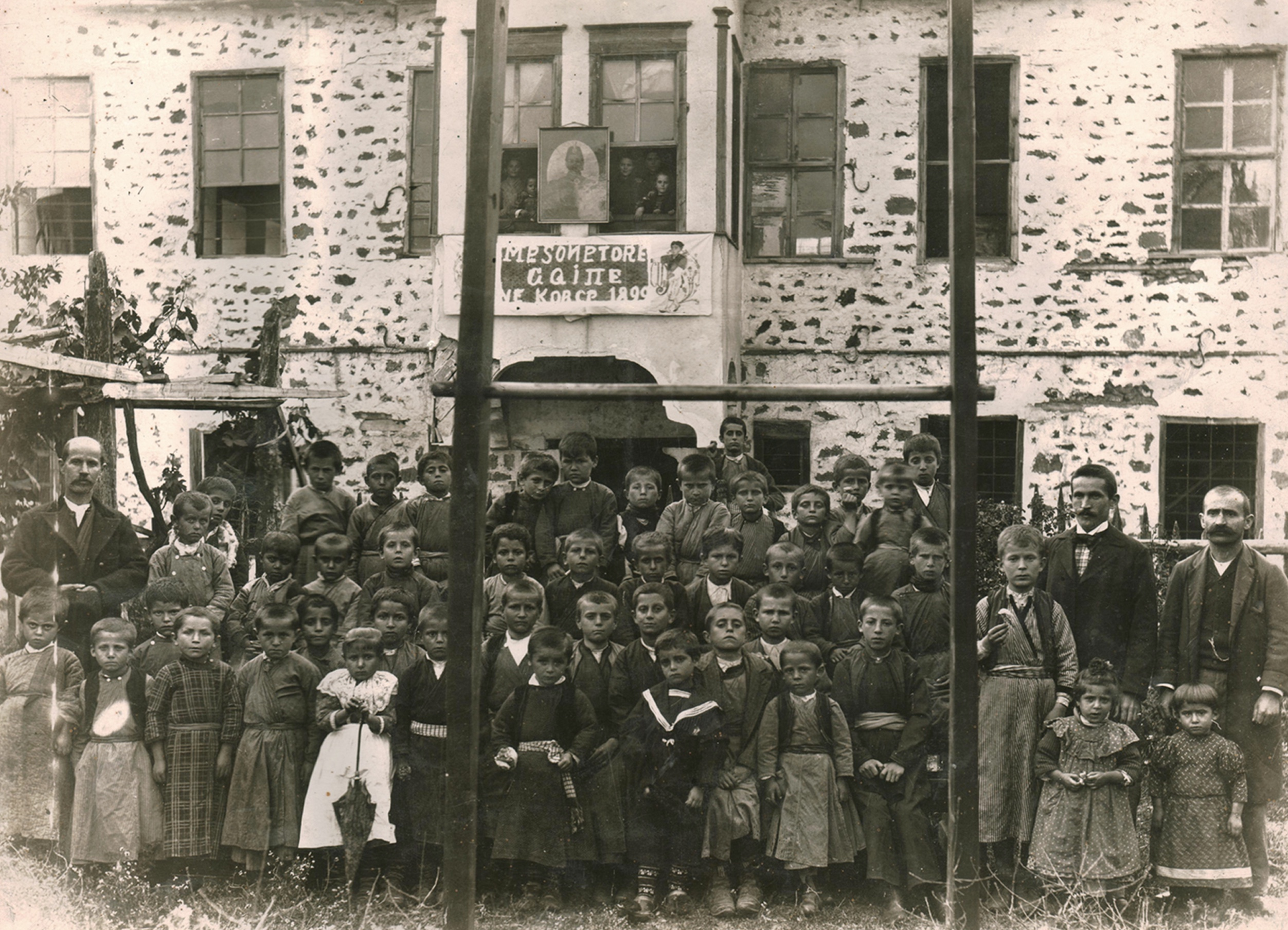
Klassenfoto von 1899 aus der Mësonjëtorja

### Osmanische Zeit
Die Stadt wurde nach der Mitte des 15. Jahrhunderts wiedergegründet. Der osmanische Sultan Murad II. (1421–1451) schenkte Iljaz Bej Mirahori, einem verdienstvollen Mitglied seines Janitscharenkorps, ein Gebiet um Korça. Als Iljaz Hoxha im Dorf Panarit geboren, war er als Sklave an den Hof von Edirne verschleppt worden. Mit den Titeln Bey und Mirahor versehen, kehrte er in seine Heimat zurück und gründete die Stadt neu. Als Symbol der Stadtgründung gilt der von ihm veranlasste Bau der Mirahor-Moschee.
Es entstand ein blühendes Handelszentrum, dessen Bedeutung besonders nach dem Niedergang Voskopojas gegen Ende des 18. Jahrhunderts wuchs. Seit 1723 gab es in Korça griechische Schulen. In den Jahren 1769 und 1789 gab es gegen die orthodoxen Bewohner Voskopojas Strafaktionen der Türken, die den Kirchenbau einschränkende Gesetze nicht eingehalten sahen. Häuser wurden in Brand gesetzt. Die Einwohner flüchteten vor allem nach Korça. 1783 gelangte die Stadt zum Herrschaftsbereich von Tepedelenli Ali Pascha.

### Albanische Nationalbewegung im 19. Jahrhundert und Erster Weltkrieg
Im 19. und zu Beginn des 20. Jahrhunderts wurde Korça ein wichtiges Zentrum der albanischen Nationalbewegung. So wurde hier 1887 die erste Volksschule des Landes (Mësonjëtorja) eröffnet, in der auf Albanisch muslimische und christliche Knaben zum ersten Mal gemeinsam unterrichtet wurden. Das Gebäude wurde 1968 als Museum für Erziehung eingerichtet. Die erste albanische Mädchenschule öffnete 1891 ebenfalls in Korça ihre Pforten.
Das Osmanische Reich befand sich zu Beginn des 20. Jahrhunderts in einer Krise. Zu Gewaltakten von Räuberbanden und Regierungstruppen kamen ab 1906 Befreiungskämpfe albanischer Freiheitskämpfer. 1907 wurde der griechische Bischof von Korça ermordet. Zu Beginn des Ersten Balkankrieges 1912 wurden die historische Region Epirus und die Stadt von Griechenland besetzt. Es herrschten bürgerkriegsähnliche Zustände, die viele Einwohner zur Auswanderung trieben. Ein großer Teil der albanischen Gemeinschaft in den Vereinigten Staaten stammt aus Korça. Umgekehrt war die Stadt in den Jahren vor dem Ersten Weltkrieg das Ziel evangelischer Missionare aus den Vereinigten Staaten, die hier eine kleine Gemeinde etablieren konnten.

### Erster Weltkrieg und Zwischenkriegszeit
Nach der albanischen Unabhängigkeit 1912 beanspruchte Griechenland Korça und die Region für sich und ließ seine Truppen im März 1913 in die Stadt einrücken. Im Dezember 1913 legten die Großmächte die internationalen Grenzen Albaniens fest und Korça kam zu Albanien. Einige Monate später zogen die Griechen auf Druck der Großmächte ab. In Korça bildete sich eine eigenständige Regionalregierung. Von Oktober 1914 bis zum Sommer 1916 gab es erneut eine griechische Besatzung. Während des Ersten Weltkriegs war das neutrale Albanien von den verschiedenen kriegführenden Mächten besetzt; in Korça löste 1916–1918 ein französisches Protektorat die griechische Besatzung ab. Davon zeugt am Stadtrand ein französischer Militärfriedhof. Die französischen Truppen waren hier stationiert, um die Saloniki-Front gegen Österreicher und Deutsche zu stabilisieren. Die Franzosen ließen durch Alcibiades Diamandi und andere eine eigene Republik ausrufen, die 1920 wieder mit Albanien vereinigt wurde. Griechenland wollte damals erneut Korça annektieren, hatte mit diesem Bestreben aber keinen Erfolg. Während der angespannten Wirtschaftslage unter König Zogu verringerte sich die Bevölkerungszahl der Stadt von 25.600 Einwohnern im Jahr 1923 auf 21.220 Einwohner 1938.

### Zweiter Weltkrieg bis heute
Die Zeit des Zweiten Weltkriegs begann 1939 mit der Besetzung Albaniens durch italienische Truppen. Vom südlichen Albanien aus griff Italien am 28. Oktober Griechenland an und eröffnete damit den Griechisch-Italienischen Krieg. Die italienische Armee wurde jedoch bald zurückgeschlagen; griechische Truppen drangen nach Südalbanien vor und eroberten Korça am 22. November. Korça befand sich von November 1940 bis April 1941 erneut und zum letzten Mal unter griechischer Besetzung. 1943 wurde die italienische Besatzung von der deutschen Wehrmacht abgelöst. Im September 1944 befreiten albanische Partisanen Korça.
In den 1990er Jahren erlebte Korça wiederum einen deutlichen Rückgang der Bevölkerung, als viele Bewohner ins Ausland oder in andere Regionen Albaniens zogen. Erst in der heutigen Zeit erfährt die Stadt wieder eine Zuwanderung.

## Kultur

### Kulturelle Einrichtungen
Korça hat ein vielfältiges Kulturleben. Hier verschmolzen über Jahrhunderte albanische, griechische, mitteleuropäische, türkische und französische Kulturelemente und ließen eine für Albanien außergewöhnliche Kultur hervorbringen. Zu den wichtigsten kulturellen Einrichtungen gehören das Theater Andon Zako Çajupi, das Kulturzentrum Vangjush Mio und die Bibliothek Tefta Tashko-Koço. Die zwei letzten veranstalten jährlich vielfältige Aktivitäten und machen die Stadt zu einem Anziehungspunkt für Künstler aus dem ganzen Land und über die Grenzen hinaus. Unter anderem wurden im Stadtpark durch diese Aktivitäten einige selbst erstellte Skulpturen von verschiedenen jungen Künstlern aufgestellt.
Zu den wichtigsten Museen der Stadt gehören:
- Das Nationalmuseum für mittelalterliche albanische Kunst: Östlich der Kathedrale in einer ehemaligen Kirche gelegen, bietet es eine große Sammlung an Ikonen, Architekturfragmenten und anderer religiöser Kunst. Der Schwerpunkt der Ausstellung bildet das 16. Jahrhundert mit Werken von Onufri und seinem Sohn Nikolla.

- Das Archäologische Museum: Wenig südlich der Kathedrale werden in einem Gebäude aus dem Anfang des 19. Jahrhunderts Exponate der umliegenden Gebiete aus prähistorischer bis hellenischer Epoche ausgestellt.

### Musik
Korça ist bekannt für seine leichte Musik, die durch Serenaden hervorsticht. Diese durch Laute und Violine begleiteten Lieder ähneln denjenigen des Rembetiko im benachbarten Griechenland. Die albanischen Elemente sind jedoch ausschlaggebend. Berühmte Interpreten dieser Serenaden sind Eli Fara, Cilo Qorri, Demka & Hajro, Nure Novruz-Lulushi und Tefta Tashko-Koço.

### Bildung
1992 wurde die Fan S. Noli-Universität mit den Studienfächern Agrarwissenschaft, Erziehungswissenschaft und Wirtschaftswissenschaft gegründet. Angegliedert ist eine Krankenpflegeschule. Heute werden auch ausgewählte natur- und geisteswissenschaftlichen Fächer unterrichtet. 2015 wurden etwa 7000 Studenten ausgebildet.
Mit dem Gymnasium Tefta Tashko Koço besitzt Korça eine der landesweit bekanntesten Kunstschulen. Es bietet vor allem eine musikalische Spezialausbildung.

### Sport
Der lokale Fußballklub KF Skënderbeu Korça spielt in der höchsten Liga. In den Jahren 2011 bis 2016 wurde der Verein jeweils Meister und ist damit der aktuell dominierende Fußballverein in Albanien.

## Stadtbild

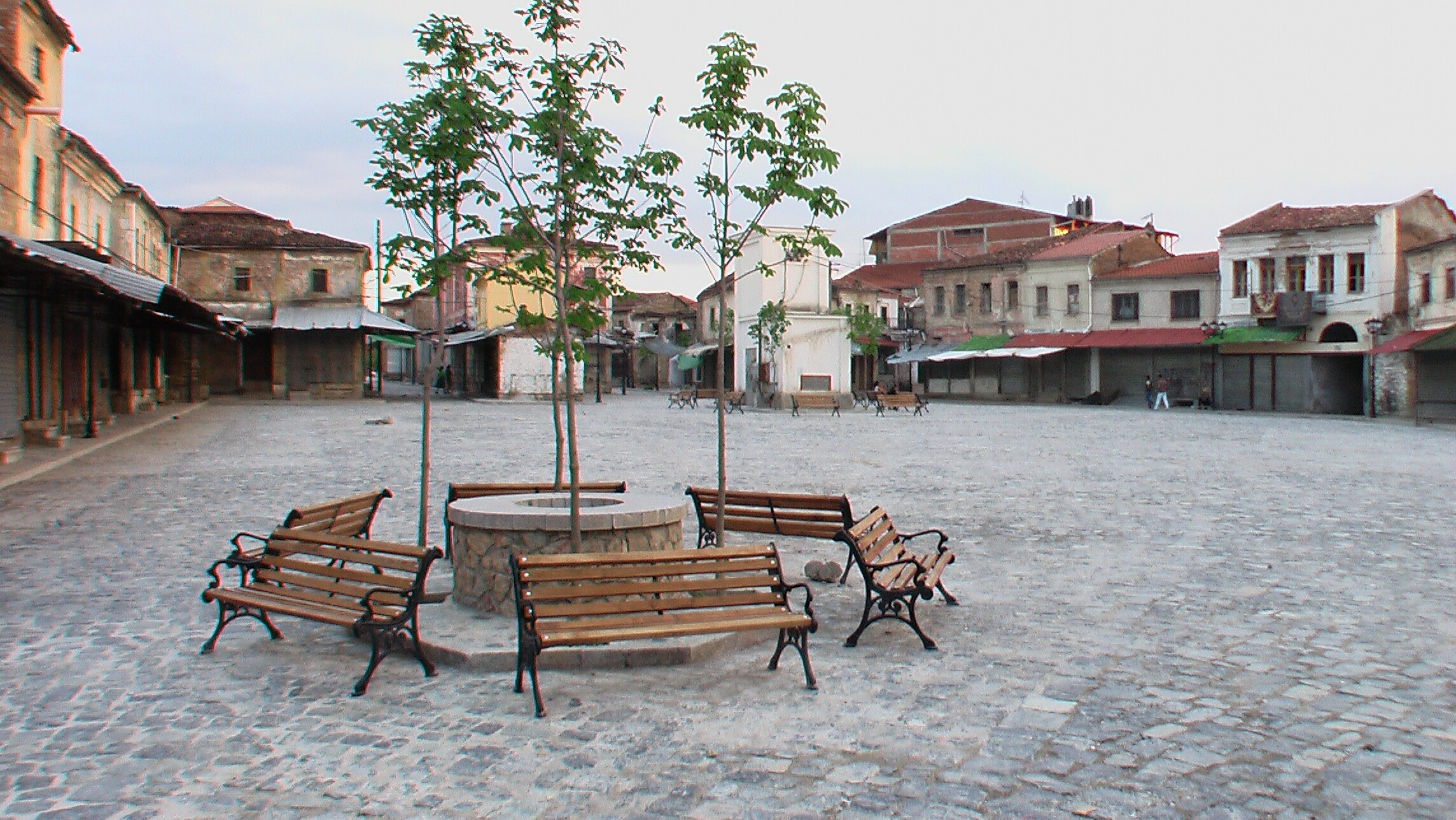
Im Stadtteil „Alter Basar“ (alb. Pazari i Vjetër)

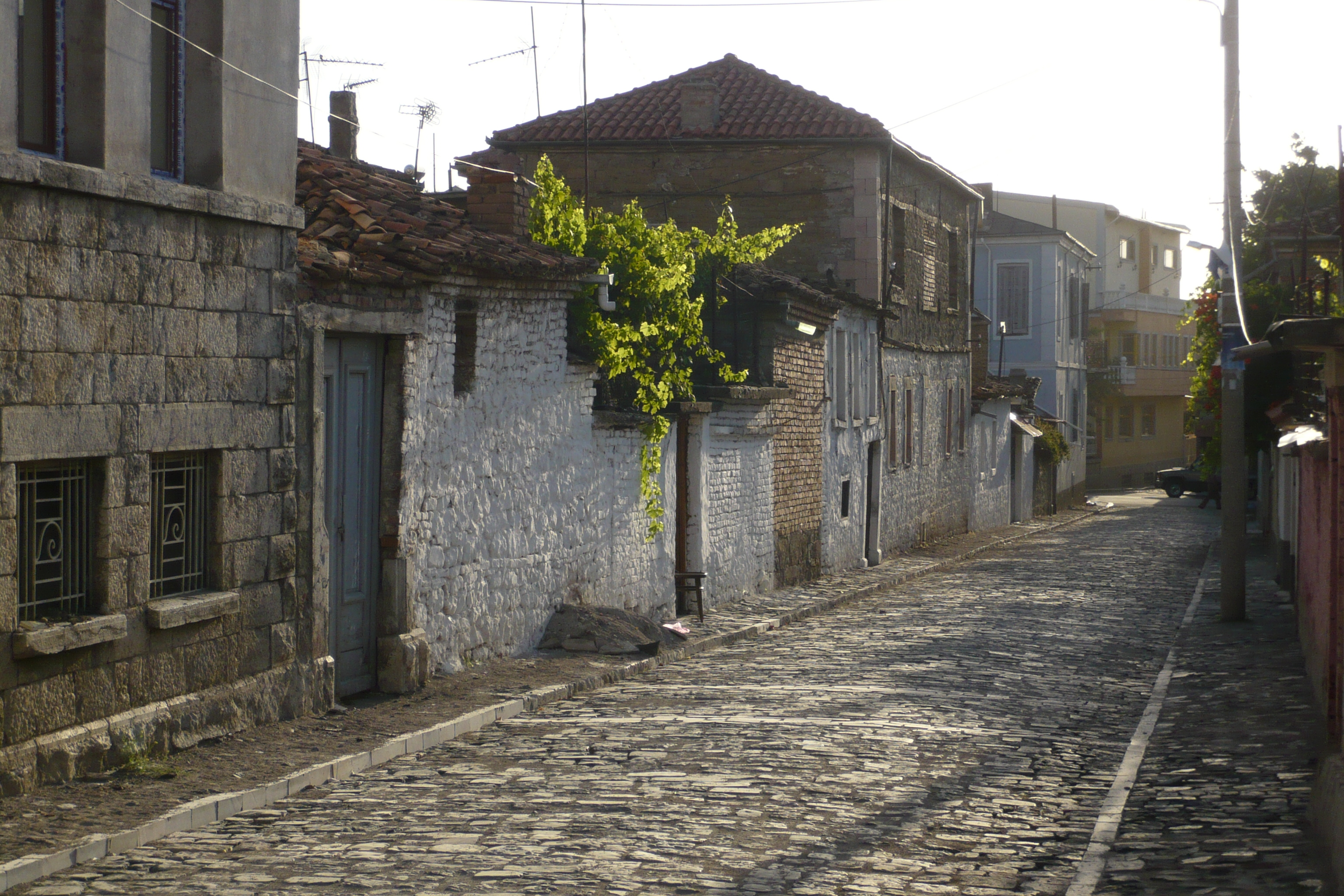
Typische Gasse im Zentrum

Zentrum des Geschäftslebens ist der um 1900 mit Lindenbäumen und breiten Gehwegen angelegte Bulevardi Republika, an dessen nördlichem Ende ein Aussichtsturm steht und am gegenüberliegenden Ende sich die Auferstehungskathedrale befindet. Zu dieser Zeit war die Stadt ein überregional bedeutendes Handelszentrum. Der enge Kontakt zu Mitteleuropa und der Einfluss der zurückgekehrten Auswanderer aus Nordamerika ist noch heute im Stadtbild zu erkennen, denn viele vermögende Stadtbürger ließen sich Wohnhäuser im Stil des Historismus errichten, wie sie vor allem in Deutschland und Österreich verbreitet waren. Reiche Kaufleute aus Korça besuchten regelmäßig die Messen in Leipzig und Wien. An den ebenfalls als Alleen angelegten Nebenstraßen und im Viertel südlich der Kathedrale sind noch zahlreiche mehrgeschossige Häuser und durch Vorgärten von der Straße zurückgesetzte Villen erhalten. Es finden sich Bauformen des Klassizismus (Kapitelle, Faszien) und sogar Detailformen des Jugendstils. Solange sie noch bewohnt werden, sind es die relativ am besten erhaltenen Gebäude der Stadt.
Am westlich Rand des Zentrums liegt die Mirahor-Moschee, gestiftet laut Inschrift von Ilyas Bey im Jahr 1484 (andere Datierung 1496). Sie ist das früheste erhaltene Beispiel einer Einkuppelmoschee in Albanien. Die Außenmauern des quadratischen Hauptraumes sind durch Fensteröffnungen und Profile sorgfältig proportioniert. Im Südwesten ist ein Minarett angebaut. Die von drei Kuppeln überwölbte Vorhalle war vor kurzem noch offen. Sie wird optisch beeinträchtigt durch die neu hinzugefügte Verglasung. Nebenan wurde der Uhrturm wiedererrichtet.
Ebenfalls im Westen und weiter nördlich liegt das einst von der übrigen Wohnbebauung abgetrennte osmanische Viertel „Alter Basar“ (alb. Pazari i Vjetër). Teilweise noch gepflasterte Gassen sind außerhalb des Rechtecks angelegt. Die zwei- bis dreistöckigen Häuser besaßen im Erdgeschoss Läden und Werkstätten, darüber Wohnungen. Von den einst 16 überlieferten Karawansereien (persisch/türkisch han, „Haus“), die als Unterkünfte für Karawanen und als Marktplätze dienten, sind noch zwei vorhanden. Davon ist eine durch moderne Umbauten zu einer Ladenpassage kaum mehr erkennbar. In schlechtem Zustand erhalten geblieben ist der Han i Elbasanit aus dem 18. Jahrhundert. Das Gebäude umgibt einen fünfeckigen Innenhof mit Brunnen. Dieser diente als Standplatz für Pferde und als Markt. Das Erdgeschoss diente als Lagerraum. Darüber befindet sich eine hölzerne Galerie mit Zugang zu den Kammern. Letztere sind noch bedingt als Unterkunft nutzbar.

## Wirtschaft
Ende des 19. Jahrhunderts wurden vor allem Wolle, Filz und Teppiche hergestellt. In den 1920er Jahren gab es Kleinfabriken für Strickwaren, Mehl, Seife, Zigaretten, eine Druckerpresse und ein Sägewerk. 1926 wurde die Braunkohleförderung bei Mborje aufgenommen.
In der Zeit der kommunistischen Herrschaft wurde die Stadt zu einem industriellen Zentrum. Es entstanden ein Kohlekraftwerk zur Nutzung der nahe gelegenen Braunkohlevorkommen, die Textil- und Teppichproduktion wurde industrialisiert, gebaut wurden auch eine Anlage zur Kupferverarbeitung und eine im ganzen Land bekannte Brauerei.
Mit dem Zusammenbruch des Kommunismus 1990 kam die Schwerindustrie wegen veralteter Produktionstechniken und der Randlage der Stadt innerhalb Albaniens annähernd zum Erliegen. Weitläufige Stadtviertel im Norden mit Industriebrachen zeugen davon.
Landesweit bekannt ist das in der Stadt gebraute Birra Korça.

## Verkehr
Korça liegt an der Nationalstraße SH3, welche die Hauptstadt Tirana mit der griechischen Grenze bei Kapshtica und weiter mit Florina und Kastoria im Nachbarland verbindet. Der Grenzübergang ist 35 Kilometer östlich entfernt. Über die SH75 ist Korça mit Përmet in Südalbanien verbunden. Daneben gibt es Verbindungen nach Ohrid in Nordmazedonien (über Pogradec), nach Resen in Mazedonien (über Pustec) und eine schmale, kurvenreiche Straße durchs Devoll-Tal nach Gramsh. Lokale Straßen führen unter anderem in die Dörfer Voskopoja, Dardha und Vithkuq.

## Touristische Attraktionen in der Umgebung
Als touristisches Zentrum Südostalbaniens bietet Korça in seiner näheren Umgebung einige kulturelle und naturräumliche Attraktionen. Das Landschaftsschutzgebiet Drenova-Sinica (früher Nationalpark Drenova) liegt im Gebirge über den gleichnamigen Dörfern südlich der Stadt. Im etwa 20 Quadratkilometer großen Waldgebiet findet sich die Feldformation Gur i Capit. Etwas weiter entfernt in den Bergen liegt auf 1300 m ü. A. das Dorf Dardha, das noch über viel historische Bausubstanz verfügt. Hier steht auch Albaniens einziger Skilift.
Das Dorf Voskopoja befindet sich 20 Kilometer westlich von Korça. Früher war es eine überregional bedeutende Handelsstadt sowie wirtschaftliches und kulturelles Zentrum der Region, bis im 17. und 18. Jahrhundert diese Funktion an Korça verloren ging. Von der damaligen Größe zeugen heute noch mehrere orthodoxe Kirchen und andere alte Häuser.
Rund 25 Kilometer südwestlich der Stadt liegt das Bergdorf Vithkuq, wo ehemals wichtige Handelsniederlassungen, Kultureinrichtungen, orthodoxe Kirchen und Klöster aus dem späten 18. Jahrhundert stehen.
Der Nationalpark Prespa ist der viertgrößte Albaniens und befindet sich 25 Kilometer nordöstlich von Korça. Das 27.750 Hektar große Gebiet umfasst den Großen Prespasee und den Kleinen Prespasee mit deren Einzugsgebiet. Die Seen sind wichtiger Lebensraum und Brutgebiet für bedrohte Vogelarten. Die Region kann von Korça über den Zvezda-Pass erreicht werden.

## Politik und Verwaltung

Stadtwappen von Korça

Korça ist Sitz des gleichnamigen Qarks und früher auch des gleichnamigen Kreises sowie der Bashkia. Bürgermeister ist seit November 2013 Sotiraq Filo (PS).
Der Stadtrat (albanisch Këshilli Bashkiak) besteht aus 41 Mitgliedern. 17 gehören der Sozialistischen Partei, acht der Sozialistischen Bewegung für Integration, elf der Demokratischen Partei und fünf je einer anderen Kleinpartei an.
Griechenland unterhält nebst der Botschaft in der Hauptstadt des Landes ein kleines Konsulat in Korça.

## Partnerstädte
Korça unterhält mit fünf Städten in Europa eine Stadtpartnerschaft (alb. Binjakëzim, zu dt. etwa „Verzwillingung“):
- Klausenburg, Rumänien (seit 2002)
- Mitrovica, Kosovo (seit 2003)
- Thessaloniki, Griechenland (seit 2005)
- Los Alcázares, Region Murcia, Spanien (seit 2005)
- Verona, Italien (seit 2006)[15]